# Richard Boyle, conde de Cork

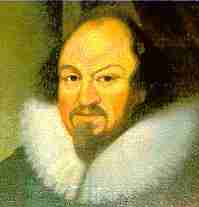
El conde de Cork.

Richard Boyle, I conde de Cork (13 de octubre de 1566 – 15 de septiembre de 1643), conocido también como el Gran Conde de Cork, fue un noble, colono y aventurero inglés que llegó a alcanzar el cargo Lord Tesorero del Reino de Irlanda.
Boyle fue una importante figura durante la colonización de Irlanda, adquiriendo grandes extensiones de tierra durante las Plantaciones de Munster y en el sur de Irlanda. De hecho, sus hijos jugarían un destacado papel durante las rebeliones católicas y las Guerras confederadas de Irlanda de las décadas de 1640 y 1650, apoyando el establecimiento del control británico y protestante sobre Irlanda.

## Contexto
Boyle nació en Canterbury en octubre de 1566, el segundo hijo de Roger Boyle, descendiente de una familia de Herefordshire y de Joan, hija de John Naylor. De joven, Boyle asistió a la Escuela del Rey de Canterbury, coincidiendo con Christopher Marlowe. Inició su educación universitaria en el Bennet (Corpus Christi) College, Cambridge, en 1583. Después, estudió leyes en Middle Temple en Londres y entró como empleado de Roger Manwood, por aquel entonces Lord Baron Jefe del Exchequer.
Antes de completar sus estudios, Boyle decidió "adquirir saber, conocimiento y experiencia afuera en el mundo" y abandonó Londres para comenzar de cero en Irlanda. Llegó a Dublín el 23 de junio de 1588 con tan sólo £27 (equivalentes a 5.287,11 libras del año 2011), un brazalete de oro valorado en £10 (1958, libras actuales), y un anillo de diamante, herencia de su madre, además de sus ropas.
En 1590 fue nombrado Escheator delegado de John Crofton, el Escheator-General. El 6 de noviembre de 1595, se casó con Joan Apsley, hija y heredera de William Apsley de Limerick, miembro del consejo del primer Presidente provincial de Munster. Este matrimonio proporcionó a Boyle rentas por importe de £500 al año (73.435 libras actuales). Joan falleció en Moyallow en diciembre de 1599 durante el parto, en que también murió el niño. Ambos fueron enterrados en Buttevant, Cork. 

## Carrera política
Para esta época, Boyle había sido objeto de los ataques de Sir Henry Wallop, Tesorero de Guerra, Sir Robert Gardiner, Justicia Mayor, Sir Robert Dillon, Justicia Mayor también, y Sir Richard Bingham, Comisario Jefe de Connaught, demostración, según Boyle, de las envidias provocadas por sus éxitos y su creciente prosperidad.,
Boyle fue arrestado acusado de fraude y colaboración con los españoles (básicamente, ocultación de papistas, lo que suponía un grave delito para un funcionario Protestante). Fue encarcelado varias veces durante esta época (una al menos por William FitzWilliam. Estaba a punto de partir a Inglaterra para defenderse ante la reina cuando el estallido de la Guerra de los Nueve Años alcanzó Munster y "todas mis tierras fueron devastadas" lo que le dejó en la ruina. Los rebeldes procedentes del Ulster pronto recibieron el apoyo de los nativos de Munster que habían perdido sus tierras en favor de los colonos ingleses y Boyle se vio obligado a refugiarse en Cork.
Este giro de los acontecimientos le obligó a regresar a Londres y a The Temple. Prácticamente de inmediato entró al servicio del conde de Essex.
Henry Wallop reinició entonces su acoso a Boyle, que fue convocado para aparecer ante la Cámara estrellada. No obstante, parece ser que sus adversarios no consiguieron demostrar sus acusaciones. Boyle consiguió de alguna manera que la Reina Isabel en persona asistiera al proceso, y consiguió dejar en evidencia a algunos de sus adversarios.
Se dice que Isabel dijo: "Por la muerte de Dios, esto no son sino invenciones contra el joven" y también que era "un hombre apropiado para ser empleado por nosotros".
Inmediatamente ingresó en el consejo de Munster en 1600 y en diciembre llevó a Isabel la noticia de la victoria inglesa en Kinsale.
En octubre de 1602 Boyle fue enviado nuevamente a Irlanda para apoyar a Sir George Carew, presidente de Munster. Fue ordenado caballero en la Abadía de Santa María, cerca de Dublín el 25 de julio de 1603, casándose ese mismo día con su segunda esposa, Catherine, hija de Sir Geoffrey Fenton, Secretario Principal de Estado, y miembro del Consejo Privado en Irlanda.

## Rango, propiedad y títulos
Fue nombrado Consejero para Munster en 1606 y para toda Irlanda en 1613. Afirmó haber sido el fundador de Bandon, en Cork, pero la ciudad fue realmente construida y planeada por Henry Beecher, John Archdeacon y William Newce. Los terrenos en los que se levantó Bandon fueron otorgados por la Reina Isabel a Phane Beecher en 1586, y heredados por su primogénito Henry, que los vendió a Boyle en noviembre de 1618. Boyle construyó fundiciones y telares de lino en Bandon, poblando la ciudad con colonos ingleses, muchos de ellos procedentes de Bristol.
Fue miembro del parlamento irlandés por Lismore en 1614 y el 6 de septiembre de 1616 recibió el título de Lord Boyle, Baron de Youghal, convirtiéndose en miembro de la nobleza irlandesa. El 26 de octubre de 1620 fue creado conde de Corck y Vizconde Dungarvan y el 26 de octubre de 1629 fue nombrado Lord Tesorero de Irland. Aunque no era un Par en el Parlamento de Inglaterra, hay constancia de que fue "por su ingenio llamado a la Cámara Alta por la gran gracia de Su Majestad".
La población de Clonakilty de  fue fundada oficialmente por Richard Boyle tras recibir el fuero del rey Jacobo I. Oliver Cromwell llegó a decir de él que 'Si hubiera habido un conde de Cork en cada provincia hubiera sido imposible para los irlandeses haber iniciado una rebelión.'
Boyle compró las fincas de Sir Walter Raleigh (42.000 acres, unos 170 km²) por 1.500 libras de la época (unas 232.180 libras actuales) en los condados de Cork (incluyendo el castillo Lismore), Waterford y Tipperary y en Youghal en 1602. Las compras fueron realizadas ante la continua insistencia de Sir George Carew. El orden en las tierras de Boyle era mantenido por 13 castillos armados.
Además, adquirió también las ciudades de Bandon, Midleton, Castlemartyr, Charleville y Doneraile. Residió durante largos periodos en Youghal, de donde fue Sheriff entre 1625 y 1626.

## Adversarios de Boyle
El enemigo más famoso del Gran Conde fue Thomas Wentworth, conde de Strafford, que llegó a Irlanda en 1633 como Lord Diputado, y privó inicialmente a Boyle de muchos de sus privilegios. Boyle conspiró pacientemente buscando apoyos contra el programa irlandés de Strafford, y su habilidad fue un importante factor en la caída de Wentworth. Un ejemplo de las humillaciones infligidas por Wentworth a Boyle fue el obligarle a quitar la tumba de su mujer del coro de la Catedral de San Patricio de Dublín.
El arzobispo William Laud disfrutaba de esta situación y escribió: "Nade mejor que un vómito a tiempo y por tanto habeis tomado una dirección muy juiciosa al administrárselo tan pronto a mi Señor de Cork. Espero que le haga bien".
Laud y Wentworth compartirían con el rey Carlos I el mismo destino que habían tenido otros muchos que habían conspirado contra Boyle: una temprana caída, con Boyle mostrando su proverbial astucia montando un convincente espectáculo de corrección política en cada momento.
Acerca de Wentworth, Boyle escribiría en su diario: "El hombre más maldecido por toda Irlanda y por mí en particular". En el juicio contra Wentworth, Boyle fue un testigo clave, pero no tomó parte en la persecución del conde. Obviamente, apoyaba la condena y se alegró de todo corazón de su ejecución.
Boyle murió en 1643 tras haber sido expulsado de sus tierras por la rebelión irlandesa de 1641. No obstante, sus hijos consiguieron recuperarlas tras el fin de la revuelta.

## Descendencia
Con su segunda esposa, Catherine Fenton, el conde de Cork tuvo la siguiente descendencia:
1. Roger Boyle, (1606-1615).
2. Lady Alice Boyle, (1607-1667), casada con David Barry, conde de Barrymore, y posteriormente con John Barry, de Liscarroll.
3. Lady Sarah Boyle, 1609–1633, casada con Sir Thomas Moore, y luego con Robert Digby,  Baron Digby
4. Lady Lettice Boyle, 1610–1657, casada con George Goring.
5. Lady Joan Boyle, 1611–1657, casada con George FitzGerald, Conde de Kildare.
6. Sir Richard Boyle, 1612–1698, II conde de Cork (1643), Baron Clifford de Lanesborough (1644), Conde de Burlington (1664); Lord Gran Tesorero de Irlanda (1660–1695)
7. Lady Catherine Boyle, 1614–1691, casada con Roger Jones, Vizconde Ranelagh
8. Geffrey Boyle
9. Lady Dorothy Boyle
10. Sir Lewis Boyle, (1619–1642), Vizconde Boyle de Kinalmeaky (1628), al que sucedió su hermano mayor Richard.
11. Sir Roger Boyle, 1621–1679, Baron Boyle de Broghill (1627), y Conde de Orrery (1660)
12. Francis Boyle, Vizconde Shannon (1660)
13. Lady Mary Boyle, que se casó con Charles Rich, IV conde de Warwick[7]
14. Robert Boyle, 1627–1691, autor de The Sceptical Chymist; considerado el padre de la química moderna
15. Lady Margaret Boyle

Boyle erigió un elaborado monumento para él, sus esposas, su madre e hijos en la Colegiata de Santa Maria Youghal, Condado de Cork y existe otro similar, pero mucho mayor en la Catedral de San Patricio de Dublín.